# Football Club Nordsjælland 2023-2024
Questa voce raccoglie le informazioni riguardanti il Football Club Nordsjælland nelle competizioni ufficiali della stagione 2023-2024.

## Rosa
Aggiornata al 1º settembre 2023.
| N. |                           | Ruolo | Calciatore             |
| -- | ------------------------- | ----- | ---------------------- |
| 4  | Danimarca (bandiera)      | D     | Kian Hansen (capitano) |
| 5  | Danimarca (bandiera)      | D     | Martin Frese           |
| 6  | Danimarca (bandiera)      | C     | Jeppe Tverskov         |
| 7  | Danimarca (bandiera)      | A     | Marcus Ingvartsen      |
| 8  | Norvegia (bandiera)       | A     | Andreas Schjelderup    |
| 9  | Svezia (bandiera)         | A     | Benjamin Nygren        |
| 10 | Costa d'Avorio (bandiera) | C     | Mohammed Diomande      |
| 11 | Danimarca (bandiera)      | A     | Mads Hansen            |
| 12 | Francia (bandiera)        | C     | Rocco Ascone           |
| 13 | Danimarca (bandiera)      | P     | Andreas Hansen         |
| 14 | Ghana (bandiera)          | A     | Ibrahim Osman          |
| 15 | Danimarca (bandiera)      | D     | Erik Marxen            |
| 17 | Danimarca (bandiera)      | A     | Christian Rasmussen    |
| 19 | Danimarca (bandiera)      | D     | Lucas Hey              |

| N. |                           | Ruolo | Calciatore         |
| -- | ------------------------- | ----- | ------------------ |
| 21 | Danimarca (bandiera)      | C     | Zidan Sertdemir    |
| 22 | Finlandia (bandiera)      | A     | Oliver Antman      |
| 23 | Danimarca (bandiera)      | D     | Oliver Villadsen   |
| 24 | Danimarca (bandiera)      | D     | Lucas Høgsberg     |
| 25 | Finlandia (bandiera)      | P     | Carljohan Eriksson |
| 27 | Svezia (bandiera)         | D     | Daniel Svensson    |
| 29 | Costa d'Avorio (bandiera) | C     | Mario Dorgeles     |
| 30 | Danimarca (bandiera)      | D     | Jonas Jensen-Abbew |
| 31 | Danimarca (bandiera)      | P     | Andreas Gülstorff  |
| 39 | Burkina Faso (bandiera)   | D     | Adamo Nagalo       |
| 40 | Danimarca (bandiera)      | A     | Conrad Harder      |
| 41 | Costa d'Avorio (bandiera) | A     | Yannick Agnero     |
| 42 | Danimarca (bandiera)      | C     | Kaare Barslund     |
| 47 | Danimarca (bandiera)      | C     | Magnus Munck       |

## Calciomercato

### Sessione estiva(dall'1/7 all'1/9)[2]
| Acquisti | Acquisti                 | Acquisti      | Acquisti                   |
| R.       | Nome                     | da            | Modalità                   |
| -------- | ------------------------ | ------------- | -------------------------- |
| A        | Marcus Ingvartsen        | Mainz         | definitivo (2,9 milioni €) |
| A        | Andreas Schjelderup      | Benfica       | prestito (2 milioni €)     |
| D        | Lucas Hey                | Lyngby        | definitivo (2 milioni €)   |
| C        | Jeppe Tverskov           | Odense        | gratuito                   |
| P        | Carljohan Eriksson       | Dundee Utd    | definitivo                 |
| C        | Rocco Ascone             | Lilla         | definitivo                 |
| A        | Christian Rasmussen      | Ajax          | prestito                   |
| A        | Oliver Antman            | Groningen     | fine prestito              |
| C        | Leo Walta                | Køge BK       | fine prestito              |
| P        | Emmanuel Ogura           | Hellerup      | fine prestito              |
| C        | Hektor Höjbjerre-Thomsen | Fremad Amager | fine prestito              |
| A        | Yannick Agnero           | Fremad Amager | fine prestito              |
| A        | Maksim Stjopin           | HJK           | fine prestito              |

### Sessione invernale (dall'1/1 al 31/1)
| Acquisti | Acquisti     | Acquisti      | Acquisti                |
| R.       | Nome         | da            | Modalità                |
| -------- | ------------ | ------------- | ----------------------- |
| A        | Milan Iloski | Orange County | definitivo (200 mila €) |

| Cessioni | Cessioni           | Cessioni    | Cessioni                  |
| R.       | Nome               | a           | Modalità                  |
| -------- | ------------------ | ----------- | ------------------------- |
| A        | Ernest Nuamah      | RWDM        | definitivo (25 milioni €) |
| C        | Jacob Christensen  | Colonia     | gratuito                  |
| D        | Lucas Lykkegaard   | Hellerup    | gratuito                  |
| C        | Lasso Coulibaly    | Randers     | prestito                  |
| C        | Leo Walta          | Mjällby     | prestito                  |
| C        | Mads Bidstrup      | Brentford   | fine prestito             |
| A        | Wahid Faghir       | Stoccarda   | fine prestito             |
| C        | Emiliano Marcondes | Bournemouth | fine prestito             |
| C        | Carljohan Eriksson | Dundee Utd  | fine prestito             |
| C        | Rocco Ascone       | Lilla       | fine prestito             |
| C        | Mahamadou Doumbia  | Bamako      | fine prestito             |

## Risultati

### Superligaen

#### Prima fase
| Arbitro: | Jens Maae |

|                                   |           |                 |
| Nuamah 30’, 45+4’, 59’ Nygren 89’ | Marcatori | 10’ Søndergaard |

| Arbitro: | Peter Kjærsgaard-Andersen |

|                |           |                                     |
| N. Poulsen 40’ | Marcatori | 34’ Nygren 50’ Osman 85’ Ingvartsen |

| Arbitro: | Morten Krogh |

|                                     |           |            |
| Ingvartsen 51’ Nuamah 73’ Frese 79’ | Marcatori | 36’ Vallys |

| Arbitro: | Jakob Alexander Sundberg |

|  |           |                                                          |
|  | Marcatori | 12’ Nuamah 64’ Antman 71’ Tverskov 81’ Harder 88’ Nagalo |

| Arbitro: | Jonas Hansen |

|                        |           |  |
| Tengstedt 57’ Lind 66’ | Marcatori |  |

| Arbitro: | Putros |

|                                 |           |  |
| Ingvartsen 6’, 52’ Dorgeles 90’ | Marcatori |  |

| Arbitro: | Jørgen Daugbjerg Burchardt |

|                |           |              |
| Guðjohnsen 30’ | Marcatori | 90+5’ Hansen |

| Arbitro: | Jakob Kehlet |

|                        |           |                               |
| Tverskov 27’ Frese 63’ | Marcatori | 17’ Óskarsson 54’ Elyounoussi |

| Farum 25 settembre 2023, ore 19:00 CEST 9ª giornata | Nordsjælland | 0 – 0 referto | Hvidovre | Right to Dream Park (4 145 spett.)\| Arbitro: \| Sandi Putros \| |
| Arbitro:                                            | Sandi Putros |               |          |                                                                  |

| Vejle 1º ottobre 2023, ore 14:00 CEST 10ª giornata | Vejle                    | 0 – 0 referto | Nordsjælland | Vejle Stadion (7 121 spett.)\| Arbitro: \| Simon Duerlund Rasmussen \| |
| Arbitro:                                           | Simon Duerlund Rasmussen |               |              |                                                                        |

| Arbitro: | Lasse Graagaard |

|  |           |             |
|  | Marcatori | 24’ Deedson |

| Arbitro: | Morten Krogh |

|  |           |                                |
|  | Marcatori | 65’ (aut.) Mbom 83’ Ingvartsen |

| Arbitro: | Sandi Putros |

|                             |           |                       |
| Kvistgaarden 16’ Vallys 64’ | Marcatori | 35’ (rig.) Ingvartsen |

| Arbitro: | Menelaos Antoniou |

|                 |           |  |
| Schjelderup 62’ | Marcatori |  |

| Arbitro: | Jens Maae |

|                           |           |  |
| Sørensen 55’ Osorio 90+5’ | Marcatori |  |

| Farum 26 novembre 2023, ore 14:00 CEST 16ª giornata | Nordsjælland | 0 – 0 | Aarhus | Right to Dream Park (4 043 spett.)\| Arbitro: \| Aydin Uslu \| |
| Arbitro:                                            | Aydin Uslu   |       |        |                                                                |

| Arbitro: | Mads-Kristoffer Kristoffersen |

|            |           |              |
| Kadrii 64’ | Marcatori | 45+1’ Nygren |

### DBUs Landspokalturnering
| Kolding 28 settembre 2023, ore 18:00 CEST Sedicesimi di finale | Kolding IF           | 2 – 2 (d.t.s.)                       | Nordsjælland | Kolding Stadion (10 000 spett.) |
| \| \| \| \| \| Berg 46’ Taannander 54’ \| Marcatori \| 48’ Nygren 71’ Frese \| \| Kudsk Denius Mikkelsen Nörager Ngongo \| Tiri di rigore 2 – 3 \| Ingvartsen Nagalo Nygren Schjelderup \| |                      |                                      |              |                                 |
| |                      |                                      |              |                                 |
| Berg 46’ Taannander 54’ | Marcatori            | 48’ Nygren 71’ Frese                 |              |                                 |
| Kudsk Denius Mikkelsen Nörager Ngongo | Tiri di rigore 2 – 3 | Ingvartsen Nagalo Nygren Schjelderup |              |                                 |

| Arbitro: | Mads-Kristoffer Kristoffersen |

|                              |           |                         |
| Grønning 31’ Søndergaard 64’ | Marcatori | 45’, 52’, 57’ Rasmussen |

| Arbitro: | John Hansen |

|                          |           |  |
| Harder 48’ 86’ Osman 70’ | Marcatori |  |

| Arbitro: | Aydin Uslu |

|           |           |                                  |
| Namli 88’ | Marcatori | 24’ Barslund 34’ (rig.) Svensson |

### UEFA Europa Conference League

#### Terzo turno preliminare
| Bucarest 10 agosto 2023, ore 20:30 CEST Terzo turno preliminare - Andata | FCSB           | 0 – 0 referto | Nordsjælland | Stadio Arcul de Triumf (27 135 spett.)\| Arbitro: \| Miloš Bošković \| |
| Arbitro:                                                                 | Miloš Bošković |               |              |                                                                        |

| Arbitro: | Genc Nuza |

|                            |           |  |
| Ingvartsen 43’ (rig.), 85’ | Marcatori |  |

#### Spareggi
| Arbitro: | Yigal Frid |

|                                                                           |           |  |
| Frese 11’ Ingvartsen 43’ (rig.), 68’ (rig.) Villadsen 73’ Ilić 88’ (aut.) | Marcatori |  |

| Arbitro: | Kevin Clancy |

|  |           |           |
|  | Marcatori | 30’ Osman |

#### Fase a gironi
| Arbitro: | Gergő Bogár |

|                                   |           |               |
| Crespo 24’ Batshuayi 30’ Aziz 47’ | Marcatori | 55’ Villadsen |

| Arbitro: | Juxhin Xhaja |

|                                                                                          |           |                  |
| Ingvartsen 2’ (rig.) Osman 11’ Tverskov 31’ Nygren 32’, 74’ Son 68’ (aut.) Rasmussen 86’ | Marcatori | 9’ (rig.) Verdon |

| Arbitro: | Allard Lindhout |

|  |           |                                |
|  | Marcatori | 36’ Jensen-Abbew 48’ Rasmussen |

| Arbitro: | Mohammed Al-Emara |

|                       |           |           |
| Ingvartsen 32’ (rig.) | Marcatori | 61’ Ďuriš |

| Arbitro: | Jérémie Pignard |

|                                                            |           |               |
| Hey 21’ D. Svensson 25’ Nygren 55’, 75’, 84’ Rasmussen 66’ | Marcatori | 43’ Batshuayi |

| Arbitro: | Hațegan |

|                |           |  |
| Piotrowski 79’ | Marcatori |  |